# Citizens Bank Park
Citizens Bank Park è uno stadio di baseball situato a Filadelfia in Pennsylvania. Ospita gli incontri casalinghi dei Philadelphia Phillies, squadra che milita nella Major League Baseball (MLB).

## Storia

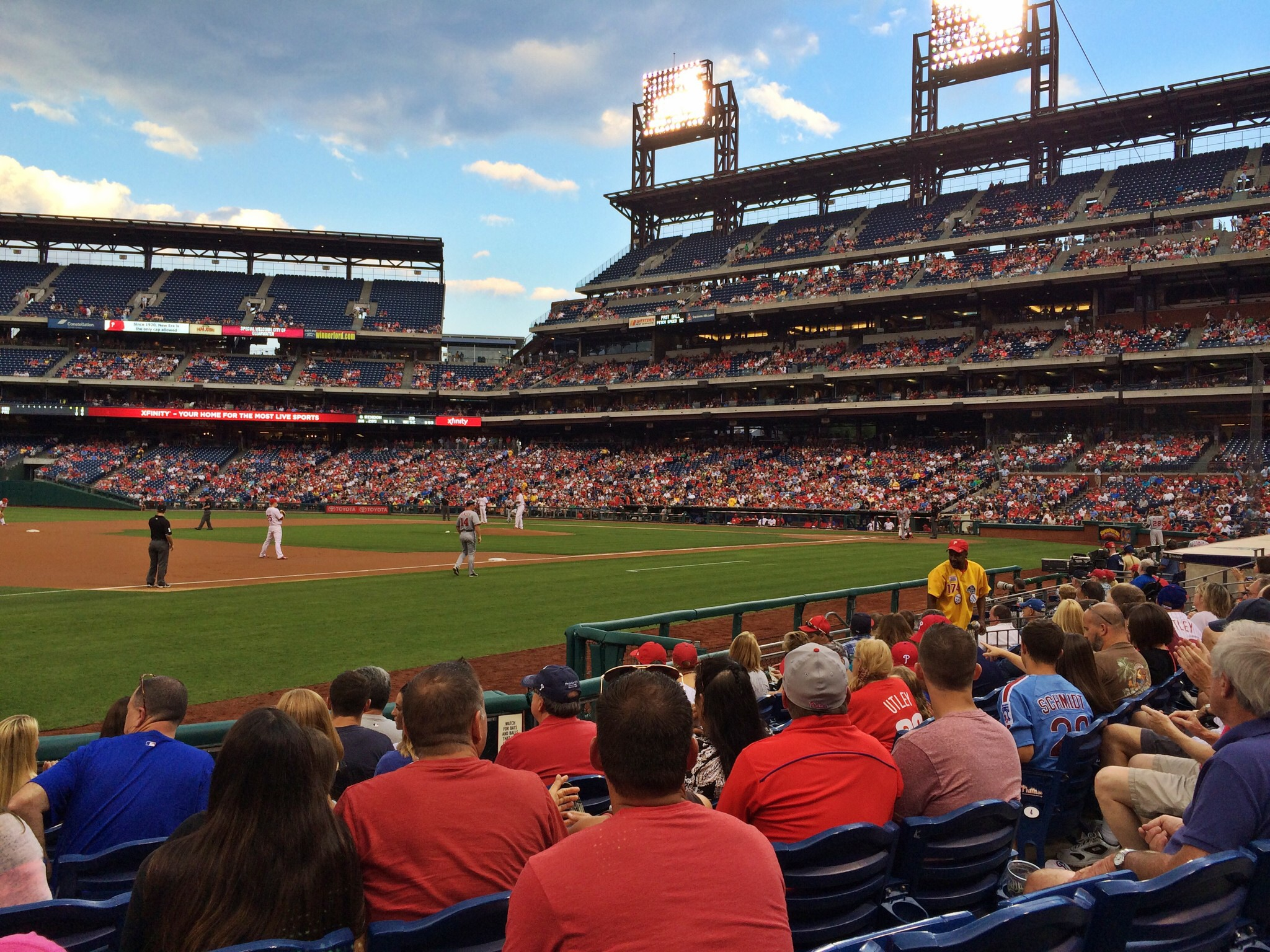
Citizens Bank Park 2014

Lo stadio fu aperto il 3 aprile 2004, in sostituzione del vecchio Veterans Stadium, fino ad allora casa dei Phillies e dei Philadelphia Eagles di National Football League (NFL), che si spostarono nel nuovo Lincoln Financial Field. I Phillies giocarono la prima partita di regular season il 12 aprile, quando persero per 4-1 contro i Cincinnati Reds.
Il 2 gennaio 2012 lo stadio ospiterà l'NHL Winter Classic tra i Philadelphia Flyers e i New York Rangers.
Nel 2003 Citizens Bank acquistò i diritti di denominazione per un periodo di 25 anni.